# Lacollonge
Lacollonge es una comuna francesa situada en el departamento del Territorio de Belfort, de la región de Borgoña-Franco Condado.
Los habitantes se llaman Lacollongeois.

## Geografía
Está ubicada a 8 km al este de Belfort.

## Demografía
| 68 | 71 | 153 | 182 | 198 | 221 | 256 | 239 |
| Para los censos de 1962 a 1999 la población legal corresponde a la población sin duplicidades (Fuente: INSEE [Consultar]) |    |     |     |     |     |     |     |